# Aire d'attraction de Montceau-les-Mines
L'aire d'attraction de Montceau-les-Mines est un zonage d'étude défini par l'Insee pour caractériser l’influence de la commune de Montceau-les-Mines sur les communes environnantes. Publiée en octobre 2020, elle se substitue à l'aire urbaine de Montceau-les-Mines, qui comportait 11 communes dans le zonage de 2010.

### Carte

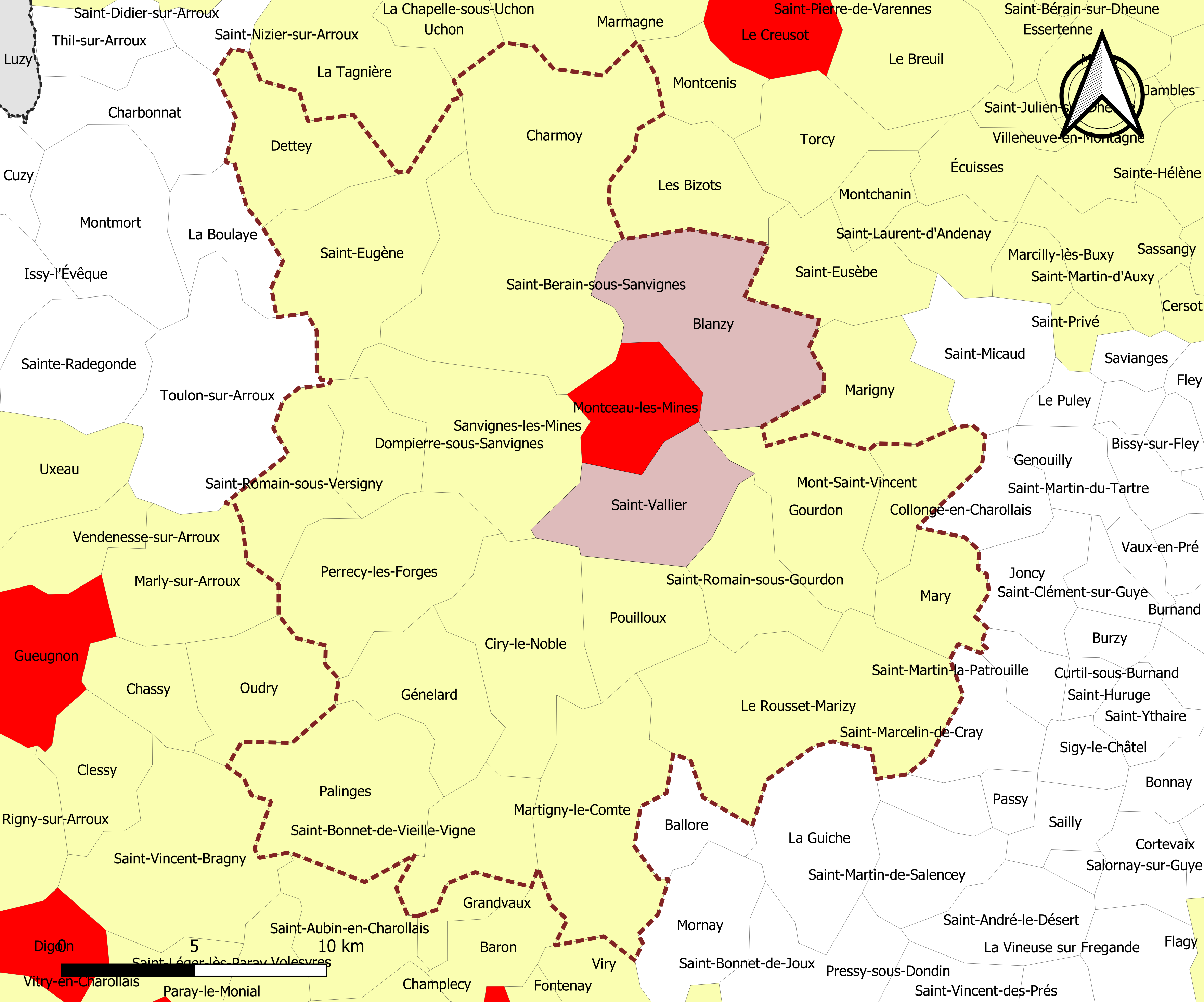
Carte de l'aire d'attraction de Montceau-les-Mines.
Commune-centre
Commune du pôle principal
Commune de la couronne

## Définition
L'aire d'attraction d'une ville est composée d’un pôle, défini à partir de critères de population et d’emploi ainsi que d’une couronne constituée des communes dont au moins 15 % des actifs travaillent dans le pôle. Le pôle d’attraction constitue ainsi un point de convergence des déplacements domicile-travail,.

## Géographie
L’aire d'attraction de Montceau-les-Mines est une aire intra-départementale qui comporte 22 communes en Saône-et-Loire. 

### Composition communale
| Nom                                 | Code Insee | Département    | Statut                    | Superficie (km2) | Population (dernière pop. légale) | Densité (hab./km2) | Modifier                                    |
| ----------------------------------- | ---------- | -------------- | ------------------------- | ---------------- | --------------------------------- | ------------------ | ------------------------------------------- |
| Montceau-les-Mines (commune-centre) | 71306      | Saône-et-Loire | commune-centre            | 16,62            | 16 946 (2022)                     | 1 020              | modifier les données · modifier les données |
| Blanzy                              | 71040      | Saône-et-Loire | commune du pôle principal | 39,95            | 5 983 (2022)                      | 150                | modifier les données · modifier les données |
| Saint-Vallier                       | 71486      | Saône-et-Loire | commune du pôle principal | 24,21            | 8 508 (2022)                      | 351                | modifier les données · modifier les données |
| Charmoy                             | 71103      | Saône-et-Loire | commune de la couronne    | 39,54            | 284 (2022)                        | 7,2                | modifier les données · modifier les données |
| Ciry-le-Noble                       | 71132      | Saône-et-Loire | commune de la couronne    | 33,07            | 2 213 (2022)                      | 67                 | modifier les données · modifier les données |
| Dettey                              | 71172      | Saône-et-Loire | commune de la couronne    | 22,50            | 88 (2022)                         | 3,9                | modifier les données · modifier les données |
| Dompierre-sous-Sanvignes            | 71179      | Saône-et-Loire | commune de la couronne    | 13,58            | 77 (2022)                         | 5,7                | modifier les données · modifier les données |
| Génelard                            | 71212      | Saône-et-Loire | commune de la couronne    | 22,13            | 1 407 (2022)                      | 64                 | modifier les données · modifier les données |
| Gourdon                             | 71222      | Saône-et-Loire | commune de la couronne    | 25,41            | 891 (2022)                        | 35                 | modifier les données · modifier les données |
| Le Rousset-Marizy                   | 71279      | Saône-et-Loire | commune de la couronne    | 55,49            | 603 (2022)                        | 11                 | modifier les données · modifier les données |
| Martigny-le-Comte                   | 71285      | Saône-et-Loire | commune de la couronne    | 37,27            | 404 (2022)                        | 11                 | modifier les données · modifier les données |
| Mary                                | 71286      | Saône-et-Loire | commune de la couronne    | 14,55            | 282 (2022)                        | 19                 | modifier les données · modifier les données |
| Mont-Saint-Vincent                  | 71320      | Saône-et-Loire | commune de la couronne    | 13,60            | 310 (2022)                        | 23                 | modifier les données · modifier les données |
| Palinges                            | 71340      | Saône-et-Loire | commune de la couronne    | 36,55            | 1 413 (2022)                      | 39                 | modifier les données · modifier les données |
| Perrecy-les-Forges                  | 71346      | Saône-et-Loire | commune de la couronne    | 33,82            | 1 546 (2022)                      | 46                 | modifier les données · modifier les données |
| Pouilloux                           | 71356      | Saône-et-Loire | commune de la couronne    | 18,40            | 955 (2022)                        | 52                 | modifier les données · modifier les données |
| Saint-Berain-sous-Sanvignes         | 71390      | Saône-et-Loire | commune de la couronne    | 45,07            | 1 106 (2022)                      | 25                 | modifier les données · modifier les données |
| Saint-Bonnet-de-Vieille-Vigne       | 71395      | Saône-et-Loire | commune de la couronne    | 17,81            | 217 (2022)                        | 12                 | modifier les données · modifier les données |
| Saint-Eugène                        | 71411      | Saône-et-Loire | commune de la couronne    | 35,27            | 150 (2022)                        | 4,3                | modifier les données · modifier les données |
| Saint-Romain-sous-Gourdon           | 71477      | Saône-et-Loire | commune de la couronne    | 18,78            | 480 (2022)                        | 26                 | modifier les données · modifier les données |
| Saint-Romain-sous-Versigny          | 71478      | Saône-et-Loire | commune de la couronne    | 17,73            | 78 (2022)                         | 4,4                | modifier les données · modifier les données |
| Sanvignes-les-Mines                 | 71499      | Saône-et-Loire | commune de la couronne    | 35,48            | 4 265 (2022)                      | 120                | modifier les données · modifier les données |

## Démographie
Cette aire est catégorisée dans les aires de 50 000 à moins de 200 000 habitants, une catégorie qui regroupe 18,4 % de la population au niveau national.